# سیومادول
سیومادول (به لاتین: Ciomadul) یک کوه در رومانی است که در Romania, Harghita County واقع شده‌است. سیومادول ۱٬۲۸۹ متر بالاتر از سطح دریا واقع شده‌است.